# Паспорт громадянина Греції
Паспорт громадянина Греції  — документ, що видається громадянам Греції для здійснення поїздок за кордон.
Біометричні паспорти були введення з 26 серпня 2006 року, а старі паспорти оголошуються недійсними станом на 1 січня 2007 року. З червня 2009 року чип RFID паспорту включає в себе два індексні відбитки пальців, а також зображення JPEG власника паспорту. Кожен грецький громадянин також є громадянином Європейського Союзу. Паспорт разом із посвідченням на національну особу дає право на свободу пересування та проживання в будь-якій країні Європейського Союзу та Європейського економічного простору.

## Особливості безпеки
Новий грецький паспорт відповідає міжнародним стандартам, визначеним ІКАО (Міжнародною організацією цивільної авіації). Вона має багато нових функцій безпеки. Особливості таких сторінок із складними конструкціями / уявленнями, зображення, видимі тільки з УФ-світлом (зображення власника тощо), водяні знаки та чип. Збережені дані на чипі захищені за допомогою передових цифрових технологій шифрування.

## Грецьке громадянство
За даними Passport Index, у 2023 році грецький паспорт посідає четверте місце у світовому рейтингу, ділячи цю позицію з паспортами Японії, Канади та Австралії. Він дає своїм власникам безвізовий в’їзд до 126 країн.
Греція пропонує паспорти лише своїм нинішнім громадянам. Кандидати повинні підтвердити своє грецьке походження.

## Візові вимоги для громадян Греції
Візові вимоги для громадян Греції є адміністративними обмеженнями на в'їзд громадян Греції керівництвами інших держав. У 2017 році громадяни Греції мали безвізовий режим або візу після прибуття в 153 країн та території, згідно з Індексом обмежень візового режиму, грецький паспорт став 6-м у світі.